# Jornabuyi
Jornabuyi (en georgiano: ხორნაბუჯი) es un pueblo del este de Georgia, ubicado en el sureste de la región de Kajetia y parte del municipio de Dedoplistskaro. 

## Toponimia
El nombre antiguo del pueblo era Tsilitskaro (en georgiano: წითელწყარო, lit. 'primavera roja') hasta el 30 de agosto de 2011, y antes se denominaba Nasariani (en georgiano: ნაცარიანი).

## Geografía
Jornabuyi está situado en la llanura de Shirak, a 2 km de Dedoplistskaro.

## Demografía
La evolución demográfica de Jornabuyi entre 2002 y 2014 fue la siguiente:
| 2324                                            | 2095 |
| (Fuente: Population of Georgia in Soviet times) |      |

Según el censo de 2014, los georgianos constituían el 71,7% de la población; los armenios, el 14,9%; los rusos, el 7,8%.

## Infraestructura

### Arquitectura, monumentos y lugares de interés
La fortaleza de Jornabuyi está relacionada con el nombre de este pueblo y el museo de la Amistad de Jornabuyi también se encuentra en el territorio de Jornabuyi. 